# Клаус Бернгардт
Клаус Бернгардт (нім. Klaus Bernhardt, нар. 1968, Мюльдорф) — німецький психотерапевт, директор Інституту сучасної психотерапії в Берліні, автор популярних книг про лікування тривожних розладів та панічних атак. Член Академії менеджменту нейронаукової освіти AFNB, зареєстрований альтернативний психотерапевт.

## Діяльність
Клаус Бернгардт народився у 1968 році в  м. Мюльдорф-на-Інні, Німеччина. 20 років працював медичним і науковим журналістом. З 2013 року Клаус Бернгардт з дружиною Даніелою відкрили психотерапевтичну практику в Берліні й почали надавати допомогу людям, що мають тривожність, депресію та обсесивно-компульсивні розлади.
У 2017 році подружжя Бернгардт заснувало Інститут сучасної психотерапії, співпрацюючи з лікарями, психотерапевтами та неврологами для розробки інноваційних та науково обґрунтованих підходів до терапії. Їхня новаторська робота спонукала Клауса Бернгардта опублікувати три високо оцінені посібники із самодопомоги, які швидко стали популярними серед тих, хто шукає ефективної підтримки. Його перша книга Panikattacken und andere Angststörungen loswerden «Забудьте про панічні атаки. Нова методика подолання страху, тривоги й паніки» довго залишалася в списку бестселерів німецького Spiegel. Видання стало дуже популярним, вже перекладене 25 мовами.
Бернгардт не тільки пише книги, а й готує цікаві подкасти, які слухають понад 350 000 людей у 80 країнах. Головна заслуга автора в тому, що він застосовує важливі нейронаукові відкриття в повсякденній психотерапевтичній практиці.
У своїй книзі про панічні атаки та інші тривожні розлади автор пропонує замість конфронтаційної терапії нові методи лікування, які він розробив на основі своїх досліджень. Усі ці вправи та техніки входять до методу Бернгардта, що застосовується при швидкому та безмедикаментозному лікуванні тривожних розладів. Метод спирається виключно на механізми самовідновлення мозку.
Бернгардт Клаус пропонує метод десяти речень, щоб навчити мозок мислити позитивно. Він вважає, що кожен, хто тривалий час мислить негативно, в майбутньому буде страждати від тривожності. Негативне мислення лежить в основі багатьох проблем. Кожна думка створює синапси — зв'язки між нейронами або нервовими клітинами. Чим сильніші емоції, які лежать в основі цих думок, тим ефективнішими є ці нейронні мережі. Отже, той, хто довго мислить негативно, прокладає у своєму мозку інформаційну супермагістраль, яка рухається прямо до тривожності. Але автор стверджує, що можна навчити свій мозок обходити магістраль тривоги та запобігати нападам паніки.
Тема панічних атак отримала велику міжнародну увагу. Книга Panikattacken und andere Angststörungen вийшла англійською мовою під назвою Anxiety Cure. За даними Daily Mirror, два мільйони людей у Великобританії страждають від повторюваних панічних атак. Крім англійської, книга була перекладена українською, французькою, італійською, японською, голландською, литовською, естонською, чеською, польською та іншими мовами.

## Український переклад
Переклад книги Клауса Бернгардта українською мовою здійснило видавництво BookChef. Книга «Забудьте про панічні атаки. Нова методика подолання страху, тривоги й паніки» вийшла друком у 2025 році. Переклад з німецької мови зробила О. Губич.

## Книги
Клаус Бернгардт є автором ще двох бестселерів Spiegel:
- Depression und Burnout loswerden «Позбавлення від депресії та вигорання», 2019 рік;
- Zwänge und Zwangsgedanken loswerden «Позбутися примусу та нав'язливих думок», 2022 рік.